# César Milstein
César Milstein CH FRS (født 8. oktober 1927, død 24. marts 2002) var en argentinsk biokemiker, der forskede i antifstof. Milstein modtog nobelprisen i fysiologi eller medicin i 1984 sammen med Niels Kaj Jerne og Georges J. F. Köhler for hybridoma-teknikken til fremstilling af monoklonale antistoffer.